# Список претендентів на Другу Національну кінопремію «Золота дзиґа»
Премія «Золота дзиґа»

<< Попер. список • Наст. список >>
Це — Довгий список претендентів на Другу Національну кінопремію «Золота дзиґа», урочиста церемонія вручення якої відбудеться 20 квітня 2018 року в Києві. Список був оголошений Українською кіноакадемією 22 січня 2018 року після завершення селекції фільмів на відповідність вимогам регламенту Другої Національної кінопремії. Цього ж дня розпочалося голосування членів Кіноакадемії за фільми, що увійшли до короткого списку претендентів на «Золоту дзиґу» 2018 року; результати були оголошені 26 лютого. У березні Правління Української кіноакадемії визначило номінантів на Другу Національну кінопремію «Золота Дзиґа».
Заявки на участь у конкурсі Другої Національної кінопремії «Золота дзиґа» приймалися з 15 листопада 2017 до 15 січня 2018 року тільки від фільмів, які як мінімум тиждень були в українському прокаті або брали участь в міжнародних фестивалях в період з 1 січня по 31 грудня 2017 року. Із 77 стрічок, що були подані на участь у конкурсі, до довгого списку увійшло 59 кіноробіт: 16 повнометражних ігрових, 22 короткометражних ігрових, 13 документальних, 8 анімаційних. До короткого списку увійшло 38 стрічок, а саме: 11 повнометражних ігрових, 10 короткометражних ігрових, 9 документальних та 8 анімаційних.

## Список претендентів

### Повнометражні ігрові фільми
| Фільм             | Режисер(и)         | Країна                                | Результат       |
| ----------------- | ------------------ | ------------------------------------- | --------------- |
| DZIDZIO Контрабас | Олег Борщевський   | Україна                               | Перемога        |
| IZI               | Андреа Маньяні     | Україна, Італія                       | Короткий список |
| Іній              | Шарунас Бартас     | Литва, Франція, Україна, Польща       | Короткий список |
| Інфоголік         | Валентин Шпаков    | Україна                               | Не номінований  |
| Кіборги           | Ахтем Сеїтаблаєв   | Україна                               | Перемога        |
| Лагідна           | Сергій Лозниця     | Франція, Німеччина, Нідерланди, Литва | Номінація       |
| Межа              | Петер Беб'як       | Словаччина, Україна                   | Номінація       |
| Мир вашому дому!  | Володимир Лерт     | Україна                               | Не номінований  |
| Правило бою       | Олексій Шапарєв    | Україна                               | Не номінований  |
| Припутні          | Аркадій Непиталюк  | Україна                               | Номінація       |
| Рівень чорного    | Валентин Васянович | Україна                               | Номінація       |
| Стрімголов        | Марина Степанська  | Україна                               | Номінація       |
| Урок магії        | Лілія Солдатенко   | Україна                               | Не номінований  |
| Час хризантем     | Дмитро Мойсеєв     | Україна                               | Не номінований  |
| Червоний          | Заза Буадзе        | Україна                               | Номінація       |
| Чужа молитва      | Ахтем Сеїтаблаєв   | Україна                               | Номінація       |

### Короткометражні ігрові фільми
| Фільм                          | Режисер(и)         | Країна  | Результат       |
| ------------------------------ | ------------------ | ------- | --------------- |
| Uneasiness                     | В'ячеслав Паренюк  | Україна | Не номінований  |
| Благодать                      | Жанна Озірна       | Україна | Не номінований  |
| Бритва                         | Дарина Долеско     | Україна | Не номінований  |
| Бузок                          | Катерина Горностай | Україна | Номінація       |
| Випуск'97                      | Павло Остріков     | Україна | Перемога        |
| Віддалік                       | Катерина Горностай | Україна | Короткий список |
| Двері                          | Наталія Давиденко  | Україна | Не номінований  |
| Дім                            | Ірина Цілик        | Україна | Короткий список |
| Ефект сходів                   | Катя Павленко      | Україна | Не номінований  |
| Ілюзія контролю: Початок       | Владек Занковскі   | Україна | Не номінований  |
| Кінець місяця                  | Олег Ісаков        | Україна | Не номінований  |
| Клітка для папуги, що говорить | Ірина Асонова      | Україна | Не номінований  |
| На своїй землі                 | Олександр Кірієнко | Україна | Короткий список |
| Намір                          | Анна Смолій        | Україна | Не номінований  |
| Невидима                       | Максим Наконечний  | Україна | Короткий список |
| Нетерпимість                   | Володимир Бакум    | Україна | Не номінований  |
| Післясмак                      | Юра Катинський     | Україна | Не номінований  |
| Свині                          | Роман Любий        | Україна | Короткий список |
| Солатіум                       | Христина Тинькевіч | Україна | Короткий список |
| Технічна перерва               | Філіп Сотниченко   | Україна | Номінація       |
| У полі                         | Олександр Шкрабак  | Україна | Короткий список |
| Фотоморгана / Photomorgana     | Ірина Кальченко    | Україна | Не номінований  |

### Документальні повнометражні фільми
| Фільм                                                    | Режисер(и)                 | Країна            | Результат       |
| -------------------------------------------------------- | -------------------------- | ----------------- | --------------- |
| Американська мрія. У пошуках правди                      | Володимир Мула             | Україна           | Не номінований  |
| Будинок «Слово»                                          | Тарас Томенко              | Україна           | Перемога        |
| Вєаюфром                                                 | Дмитро Лавріненко          | Україна           | Не номінований  |
| Війна химер                                              | Анастасія Старожицька      | Україна           | Короткий список |
| Дельта                                                   | Олександр Течинський       | Україна           | Номінація       |
| Діксі Ленд                                               | Роман Бондарчук            | Україна           | Номінація       |
| Контури                                                  | Олег Чорний                | Україна           | Короткий список |
| Майже 10.000 виборців                                    | Уляна Осовська             | Україна           | Не номінований  |
| Манливий, Солодкий, Без Меж або Пісні і Танці про Смерть | Тетяна Ходаківська         | Україна           | Номінація       |
| Одесити на Донбасі                                       | Олександр Авшаров          | Україна           | Короткий список |
| Свій голос                                               | Сергій Маслобойщиков       | Україна           | Короткий список |
| Серце мами Гонгадзе                                      | В'ячеслав Бігун            | Україна           | Не номінований  |
| Школа номер 3                                            | Єлізавета Сміт, Георг Жено | Україна Німеччина | Короткий список |

### Анімаційні фільми
| Фільм                          | Режисер(и)                       | Країна  | Результат       |
| ------------------------------ | -------------------------------- | ------- | --------------- |
| Елювіум — Регенеративна істота | Стас Сантімов                    | Україна | Короткий список |
| Лабіринт                       | Олександр Колодій, Степан Коваль | Україна | Номінація       |
| Подорож                        | Євгенія Кіракосян                | Україна | Короткий список |
| Причинна                       | Андрій Щербак                    | Україна | Перемога        |
| Хроніки одного міста           | Євген Сивокінь                   | Україна | Номінація       |
| Чудове чудовисько              | Сергій Мельніченко               | Україна | Короткий список |
| Я купив велосипед              | Микита Лиськов                   | Україна | Короткий список |
| Я Чайник!                      | Оксана Карпус                    | Україна | Короткий список |